# Princip proporcionality
Princip proporcionality je označení pro právní princip využívaný při kolizi dvou či více chráněných subjektivních práv. Dojde-li ke konfliktu mezi konkurujícími si subjektivními právy (k tomu dochází nejčastěji u lidských práv), mělo by právo tento spor řešit takovým způsobem, aby hodnotnější z nich bylo chráněno s minimálním omezením méně hodnotného.
Princip proporcionality souvisí i se zásadou přiměřenosti v trestním právu.

## Uplatnění v českém právu
Ústavní soud České republiky aplikuje tento princip při kolizi subjektivních práv pomocí tzv. testu proporcionality, který stojí na třech kritériích:
- kritérium vhodnosti: soud zkoumá, zdali „institut omezující určité základní právo, umožňuje dosáhnout stanovený cíl“
- kritérium potřebnosti (nutnosti): soud zkoumá, zdali by stanoveného cíle nemohlo být dosaženo „jinými opatřeními, umožňujícími dosáhnout stejného cíle, avšak nedotýkajícími se základních práv a svobod“
- kritérium poměřování: soud porovnává „závažnost obou v kolizi stojících základních práv“, což „spočívá ve zvažování empirických, systémových, kontextových i hodnotových argumentů“

Vedle testu proporcionality uplatňuje Ústavní soud také test racionality. Ten na rozdíl od testu proporcionality nesleduje přiměřenost, ale legitimní cíl zásahu.

## Komentář
Podle Komentáře k Listině základních práv a svobod je třetí kritérium definováno jako:
- proporcionalita v užším slova smyslu neboli spravedlivá únosnost, hledá relaci mezi účelem a prostředkem. Vztaženo k rovině základního práva to pak znamená, že oběť přinesená v podobě omezení (zásahu do) základního práva se nesmí dostat do nepoměru s užitkem, který byl tímto omezením dosažen ve prospěch veřejnosti. Zkoumané opatření obstálo kritériu proporcionality v užším slova smyslu tehdy, když nezatěžuje nositele základního práva nadměrně, resp. zatížení není pro takovou osobu neúnosné.